# Зачеплення Новікова
Передача Новікова (зачеплення Новікова)  — механічна передача, що базується на альтернативному до евольвентного типі зачеплення, запропонована радянським інженером М. Л. Новіковим в 1954 році для зубчастих передач.
Зуби коліс в торцьовому перерізі описуються колами близьких радіусів. Точка контакту зубів переміщається не за профілем зуба, як в прямозубому евольвентному зачепленні, а уздовж нього (паралельно осям коліс). Кут тиску і швидкість переміщення не змінюються.

## Основні характеристики
В зачепленні Новікова контакт зубів відбувається в точці і зуби торкаються тільки в момент проходження профілів через цю точку, а безперервність передачі руху забезпечується гвинтовою формою зубів. Тому зачеплення Новікова може бути тільки косозубим з кутом зубів β = 15…20˚. Положення точки контакту зубів характеризується її зміщенням від полюса, а лінія зачеплення влаштовується паралельно осі колеса. В результаті пружної деформації і припрацювання під навантаженням точковий контакт переходить в контакт по малій площинці. При взаємному перекочуванні зубів контактна площинка пересувається вздовж зуба з швидкістю, яка перевищує колову швидкість коліс приблизно у три рази, що створює сприятливі умови для появи стійкого шару мастила між зубами. З цієї причини втрати на тертя в передачі Новікова суттєво менші.

## Класифікація
Використання передач Новікова почалося з передач з одною лінією зачеплення, а в наш час[коли?] використовують передачі з двома лініями зачеплення. Одностороннє зачеплення Новікова має одну лінію зачеплення при цьому, як правило, у шестерні зубці мають випуклий профіль, а у колеса − ввігнутий. Якщо ведучим є зубчасте колесо з випуклим профілем, то точка контакту розташована за полюсом і передачу називають заполюсною. Якщо ведене колесо з увігнутим профілем, то передача стає дополюсною.
Дозаполюсну передачу можна уявити як дополюсну і заполюсну передачі разом. Головки зубів шестерні і колеса мають випуклий профіль, а ніжки — увігнутий. Ця передача характеризується великою контактною міцністю та міцністю на згин зубів.
Розрізняють два види зачеплень Новикова :
- з однією лінією зачеплення (ОЛЗ) заполюсні або дополюсні.
- з двома лініями зачеплення (ДЛЗ) дозаполюсні.

## Переваги та недоліки
Переваги
- Вища здатність до навантаження по контактних напруженнях і напруженнях згину (у 1,5…1,7 разів).
- Збільшення несучої здатності в 1,5—2 рази при значному зниженні металоємності.
- Нижчий рівень шуму.
- Більші передатні відношення.
- Збільшенням термінів служби передач в 2 3 рази.

Недоліки
- Зачеплення Новікова дуже чутливе до зміни міжосьової відстані, отже вимагає вищої точності установки коліс, вищої жорсткості валів та їх опор;
- У передачах вимагається різний інструмент для нарізування зубів колеса і шестерні, оскільки вони мають різний профіль, що робить їх виробництво дорожчим.